# Коаліція учасників Помаранчевої революції
«Коалі́ція уча́сників Помара́нчевої револю́ції» (повна назва: Всеукраїнська громадська організація «Коаліція учасників Помаранчевої революції» (КУПР)) — громадська організація, яка була створена в ході Помаранчевої революції для народного контролю над владою. Голова правління ВГО «КУПР» — Сергій Мельниченко.

## Заснування
Установчий з'їзд Всеукраїнської громадської організації «Коаліція Учасників Помаранчевої Революції» відбувся 30 грудня 2004 року на Майдані Незалежності у Києві. Основною метою було визначено збереження ідеалів революції та контроль над виконанням владою вимог Майдану: «Наша мета — оберігати надбання Помаранчевої революції і втілювати в життя її ідеали, відстоювати інтереси та права громадян України».

## Склад
ВГО «КУПР» об'єднав у свїх лавах здебільшого українську молодь різних професій та занять. У 2011 році в організацію входило близько 10 000 активних членів.

## Діяльність
Протягом 10 років ВГО «Коаліція учасників Помаранчевої революції» брала активну участь у громадянському житті України:
- Щороку у День Свободи 22 листопада «КУПР» проводив на Майдані Незалежності мітінг для обговорення дій влади та шляхів розбудови громадянського суспільства[3][4][5][6][7];
- «КУПР» викривав та боровся із беззаконням і корупцією, виступав проти судового та міліцейського свавілля[8], цензури ЗМІ, привертав увагу громадськості до спроб провести через  Верховну Раду антинародні закони[9], викривав чиновників-корупціонерів, казнокрадів, рейдерів, боровся за збереження пам'яток історії і культури[10][11][12]. Показово, що у липні 2012 року влада заблокувала вебсайт «КУПРу», на якому «висвітлювалися найгостріші моменти громадянської боротьби в Україні»[13];
- Окремим напрямком стала боротьба з незаконною забудовою у Києві[14][15];
- ВГО «Коаліція учасників Помаранчевої революції» увійшла у 2010 році до числа організаторів Податкового майдану. Комендантом наметового містечка «Місто волі» на Майдані був голова «КУПРу» Сергій Мельниченко[16];
- ВГО «Коаліція учасників Помаранчевої революції» була одним із організаторів Євромайдану і Революції гідності. Саме «КУПР» подав у КМДА повідомлення про проведення 27 листопада 2013 року безстрокового мітінгу на Майдані Незалежності на підтримку європейського вибору України[17].

## Заяви
У березні 2011 року правління «КУПРу» заявило:

У грудні 2014 року правління ВГО «КУПР» виступило з такою заявою:

## Критика
Редактор ніжинської газети «Вісті» Максим Білоусенко написав, що активісти «КУПРу» нібито брали гроші за відстоювання прав скривджених громадян та підприємців. Як приклад, він приводить події 12 липня 2013 року на ринку «Шлях» у Києві, де зі слів продавців, члени «КУПРу» «пропонували свої послуги підприємцям.»